# Cổng vàng (Gdańsk)

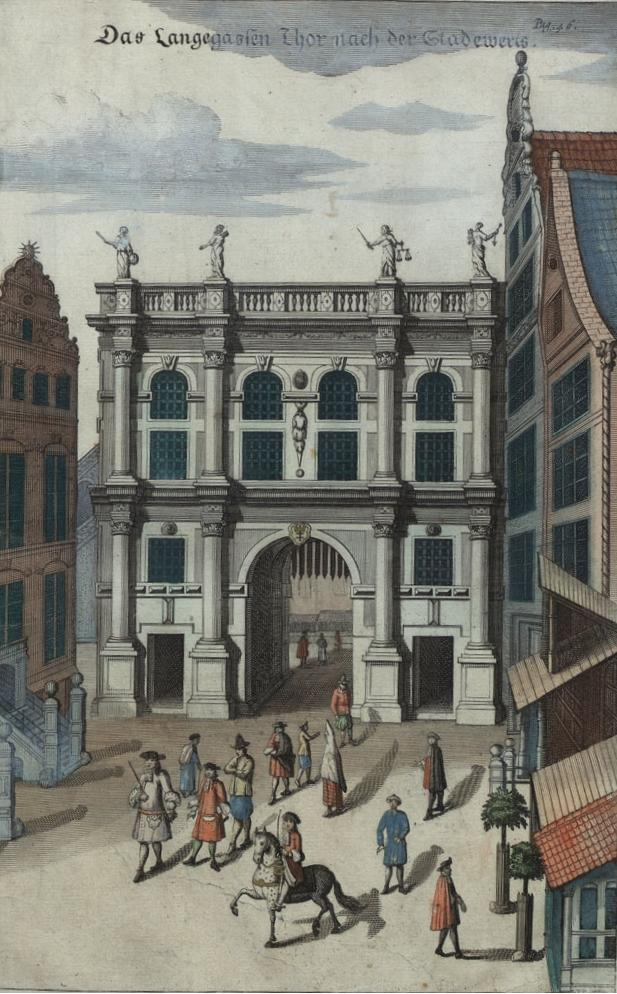
Langgasser Tor năm 1687

Cổng Vàng (tiếng Ba Lan: Złota Brama; tiếng Đức: Langgasser Tor) nằm ở Gdańsk (tên tiếng Đức cũ: Danzig), Ba Lan, là một trong những điểm thu hút khách du lịch đáng chú ý nhất của thành phố.
Nó đã được xây dựng vào năm 1612–14 thay cho cổng gothic thế kỷ 13, Brama Długouliczna (Cổng đường dài). Nó nằm ở một đầu của Long Lane (ulica Długa; tiếng Đức: Langgasse), ở đó, cùng với Brama Wyżynna (tiếng Đức: Hohes Tor = High Gate) và Wieża Więzienna (tiếng Đức: Stockturm = Prison Tower), nó tạo thành một phần của pháo đài thành phố cổ.
Nó được thiết kế bởi kiến trúc sư Abraham van den Blocke và được xây dựng bởi Jan Strakowski. Phong cách kiến trúc của cổng là trường phái Hà Lan. Bên cạnh đó là tòa nhà gothic-muộn của Brotherhood of St.George.
Cả hai bên cổng đều có những vật trang trí, với những hình vẽ tượng trưng cho phẩm chất của công dân lý tưởng. Chúng được thiết kế vào năm 1648 bởi Jeremias Falck ("Polonus") và được xây dựng lại vào năm 1878 do bản gốc đã bị hư hỏng bởi tác nhân thời tiết theo thời gian.
Từ phía Tây, chúng đại diện cho (bằng tiếng Latin): Pax (Hòa bình), Libertas (Tự do), Fortuna (Sự giàu có) và Fama (Danh tiếng). Từ phía đông (ngõ dài), chúng là Concordia (Thỏa thuận), Iustitia (Công lý), Pietas (Piety) và Prudentia (Thận trọng). Dòng chữ Latinh trên cổng có ghi: Concordia res publicæ parvæ crescunt - Discordia Magnæ concidunt ("Trong các nước cộng hòa nhỏ phát triển, vì sự bất đồng của các nước cộng hòa lớn sụp đổ").
Cánh cổng bị phá hủy phần lớn bởi pháo kích của Liên Xô trong Thế chiến II, nhưng được xây dựng lại vào năm 1957. Mặc dù hầu hết các cổ vật của Germanness đã bị xóa sổ sau khi thành phố trở thành sở hữu của Ba Lan vào năm 1945, một dòng chữ Đức gốc trên cổng đã được khôi phục vào những năm 1990: Es müsse wohl gehen denen, die dich lieben. Es müsse Friede sein inwendig in deinen Mauern und Glück in deinen Palästen Es müsse wohl gehen denen, die dich lieben. Es müsse Friede sein inwendig in deinen Mauern und Glück in deinen Palästen ("Họ sẽ thịnh vượng mà yêu ngươi. Hòa bình ở trong các bức tường của ngươi và sự thịnh vượng trong các cung điện của ngươi. " - Psalm 122)